# Menedżer
Menedżer, także menadżer, kiedyś menażer (ang. manager) – osoba, której podstawowym zadaniem jest realizacja procesu zarządzania – planowanie i podejmowanie decyzji, organizowanie, przewodzenie – motywowanie i kontrolowanie.

## Opis
Wyrazem „menedżer” można określić każdą osobę, która podejmuje decyzje, lecz najczęściej używa się tego wyrazu dla określenia osoby, która jest zatrudniona w różnych przedsiębiorstwach lub organizacjach i realizuje lub uczestniczy w procesie zarządzania. Menedżerowie jako przedstawiciele kadry zarządzającej cechują się poczuciem odpowiedzialności, strategicznego myślenia i przewidywania.
Menedżerów można podzielić według szczebli:
- najwyższego szczebla (np. prezydent, prezes)
- średniego szczebla (np. kierownik działu)
- pierwszej linii (ang. front line manager) (np. brygadzista).

Menedżerów można także podzielić według obszarów zarządzania np. menedżerowie finansów, zasobów ludzkich, administracji i public relations.
Oprócz perspektywy mikro, czyli perspektywy organizacyjnej, analizuje się miejsce i rolę menedżerów w nowoczesnych społeczeństwach w perspektywie makro. Menedżerowie uznawani są wówczas za klasę społeczną. Klasa menedżerów jest zróżnicowana i dzieli się na mniejsze klasy zwane mikroklasami. Są one wydzielane na podstawie miejsca w społecznym podziale pracy i podziale ekonomicznej własności.
Pod względem wysokości wynagrodzenia menedżerów występuje silnie zróżnicowane. Jego wysokość zależy od koniunktury w gospodarce, a także sektora, w którym pracuje.

## Role menedżera
W 1975 roku Henry Mintzberg w artykule The Manager’s Job:Folclore and Fact („Harvard Business Review”, July–August 1975) wyróżnił dziesięć podstawowych ról menedżera. Zgrupował je w trzy bloki: interpersonalny, informacyjny i decyzyjny.
Role interpersonalne
- reprezentant – przedstawiciel przedsiębiorstwa, reprezentujący je na zewnątrz organizacji,
- przywódca – lider wyznaczający cele,
- menedżer łącznik – osoba odpowiadająca za kontakty z otoczeniem wewnętrznym i zewnętrznym przedsiębiorstwa.

Role informacyjne
- monitor – uzyskanie i analiza danych, obserwacja otoczenia,
- rozdzielający informacje – rozdzielanie informacji innym osobom i częściom organizacji,
- rzecznik – przekazywanie oficjalnych informacji wewnątrz i na zewnątrz organizacji.

Role decyzyjne
- przedsiębiorca – inicjowanie, wprowadzanie zmian i podejmowanie ryzyka,
- kierujący zaburzeniami – ograniczanie konfliktów, rozwiązywanie problemów,
- rozdzielający zasoby – dystrybucja zasobów wewnątrz organizacji,
- negocjator – godzenie grup interesów, znajdowanie kompromisu[4].